# Stefan Ryniewicz
Stefan Jan Ryniewicz, né le 26 décembre 1903 à Ternopil (Ukraine) et mort le 9 mars 1988 à Buenos Aires, diplomate polonais, conseiller et adjoint de l'envoyé polonais à la légation polonaise à Berne dans les années 1938-1945, l’un des quatre diplomates polonais participant à l’action de sauvetage des Juifs victimes de la Shoah grâce à la production de faux passeports latino-américains. Ryniewicz joua un rôle clé dans le ralliement des diplomates d'autres pays présents à Berne. Par ailleurs, Ryniewicz était en contact avec les représentants des organisations juives coopérant avec la légation. Ce fut probablement grâce à son intervention que Heinrich Rothmund, chef du département de la Police, s'abstint de tirer des conséquences à l'encontre des activistes juifs. Il tenta de défendre José Mari Barreto, consul du Pérou, renvoyé à la suite de la mise à jour de l'affaire des passeports, reconnu Juste parmi les nations par le Mémorial de Yad Vashem.